# New Urban Cowboy
New Urban Cowboy (El nuevo vaquero urbano): Hacia un Nuevo Peatonalismo (New Pedestrianism) es un documental del 2008, disponible en formato DVD, acerca del artista y diseñador urbano estadounidense Michael E. Arth, su Movimiento New Pedestrianism y sus esfuerzos por construir ciudades, empezando por ¨Cracktown (la ciudad de la cocaína crack)¨, en un barrio pobre del centro de la ciudad de Deland, Florida. Esta edición internacional de 83 minutos-con subtítulos en español, francés, alemán, japonés y chino- fue reeditada de una versión de 100 minutos que formó parte del circuito del festival de cine en el 2007.

## Sinopsis
La trama de la película se basa en Michael E. Arth y su esposa embarazada, Maya, quienes emprenden un viaje que atraviesa el país, desde Santa Bárbara, CA- donde vivían en una casa de campo grande, rodeados de cascadas- hasta un barrio arruinado y peligroso en un pequeño pueblo en Florida. Allí, Arth compra 30 hogares y negocios, y los transforma en el “Barrio de Jardines Históricos” en el centro de la ciudad de Deland. Con armas que disparan clavos y grapas en lugar de balas, y con delicada persuasión en vez de una confrontación violenta, él logra apartar a los vendedores de droga y otros criminales, y crea un modelo para construir nuevos barrios y pueblos. La película también sigue el desarrollo de su filosofía de diseño urbano, New Pedestrianism, y termina con un tono alegre y optimista acerca de su visión del futuro. También hay una sección, documentada con materiales de archivo, que narra los primeros años de Arth y sus luchas como surfista, artista, constructor y diseñador urbano y de hogares.

## Nuevo peatonalismo
El Nuevo peatonalismo es una variación más idealista del Nuevo urbanismo, de la teoría de planeamiento urbano, fundada en 1999 por Michael E. Arth. El NP confronta los problemas asociados con el New Urbanism e intenta resolver varios problemas sociales, de salud, energéticos, económicos, estéticos y ambientales, con un enfoque especial en reducir el papel del automóvil. Un barrio o un pueblo nuevo que utiliza NP es llamado un “Pueblo de Peatones”. Los Pueblos de Peatones pueden desde no tener ningún carro hasta tener acceso a carros detrás de casi todas las casas y negocios, pero los andenes siempre están al frente. 

## Trilogía
New Urban Cowboy es la primera película que hace parte de una serie de documentales que explican las ideas de Arth acerca de soluciones de problemas y futuras tendencias. Las otras dos películas, que están programadas para ser lanzadas al final del 2008, son “Los trabajos de Hércules: Soluciones Modernas para 12 Problemas de Hércules” y “UNICE, Universal Network of Inteligent Conscious Entities (Red Universal de Entidades Inteligentes y Conscientes)”

## Reacciones
En general, New Urban Cowboy ha recibido críticas muy favorables, aún en la versión antigua del festival de cine. Críticas académicas acerca de la filosofía de diseño urbano de Arth, Nuevo Pedestrianismo, de acuerdo con lo expresado en la película (y otras fuentes) también fueron altamente favorables.

## Cineastas
- Michael E. Arth: Productor, Cinematógrafo
- Blake Wiers: Editor, Cinematógrafo
- Helena Lea: Editor Musical